# Бельдеж № 7
Бельдеж № 7 (вариант названия — Буденное) — посёлок в Полтавском районе Омской области России. Входит в состав Ворошиловского сельского поселения.

## История
Основан в 1914 году. В 1928 году участок Бельдеж № 7 состоял из 17 хозяйств, основное население — украинцы. В составе Бельдежского № 12 сельсовета Полтавского района Омского округа Сибирского края. В ноябре 1980 года Полтавский районный Совет народных депутатов ходатайствовал перед областным Советом народных депутатов о переименовании села Бельдеж № 7 в село Буденное, но решение поддержано не было.

## Население
| 1926 | 2010 |
| ---- | ---- |
| 86   | ↗135 |